# Auger II de Montfaucon
Pour les articles homonymes, voir Montfaucon.
Auger II de Montfaucon, ou Augustin, de Couserans, né à une date inconnue et mort le 1er juin 1303, est un prélat catholique du XIIIe siècle, évêque de Couserans. 

## Biographie
Auger est issu d'une famille seigneuriale titulaire du fief de Montfaucon, un village sur les hauteurs de l'actuelle commune de Moulis dans le Couserans, qui lui donnera les moyens d'approfondir ses études religieuses.
Auger II de Montfaucon est nommé évêque de Couserans de 1279 jusqu'à son décès en 1303, succédant à Raymond III de Rostoil.
Il fait notamment voûter le chœur et l'abside de la cathédrale Saint-Lizier, élargir le transept et construire le clocher octogonal de style toulousain et apposer des fresques.
Il rédige des statuts synodaux en 1280, traitant de la discipline ecclésiastique, dans un diocèse en limite de l'hérésie cathare, et d'autres réglementant les droits d'usage des forêts, une des richesses du Couserans. 
Il y dénonce en particulier les pratiques païennes telles que la croyance au sabbat des sorcières, le recours aux amulettes censées conjurer les sorts et attirer la protection des esprits, la consultation de mages et autres devins l'attention portée aux cycles de la lune.
Dans un enfeu, son tombeau a été découvert dans le cloître de la cathédrale Saint-Lizier à l'occasion de travaux le 26 mai 1877 mais étrangement sans aucun bijou, ce qui conduit à penser que la tombe a été antérieurement profanée.
Bernard de Montfaucon (1655-1741), moine bénédictin érudit, est issu de la même famille.